# Physoneura nigroflava
Physoneura nigroflava är en tvåvingeart som först beskrevs av Edwards 1931.  Physoneura nigroflava ingår i släktet Physoneura och familjen fjädermyggor. Inga underarter finns listade i Catalogue of Life.